# Francesco Babuscio Rizzo
Francesco Babuscio Rizzo (Potenza, 24 giugno 1897 – Roma, 11 dicembre 1983) è stato un ufficiale e diplomatico italiano.

## Biografia

### Carriera militare
Nato a Potenza il 24 giugno 1897 da Giuseppe Babuscio ed Evelina Rizzo. Giovanissimo intraprende la carriera militare per anticipazione in qualità di allievo Ufficiale presso la Scuola Militare di Modena il 16 Giugno 1916, partecipa alle campagne di guerra del 1916-1918 come ufficiale di carriera e con il grado di Tenente Colonnello CCrc ( C.A.) nel 3º Battaglione Bersaglieri ciclisti "Livorno" e poi come ufficiale pilota, meritandosi due medaglie di bronzo e due croci di guerra al Valor Militare e varie decorazioni commemorative delle campagne di Guerra, con la seguente motivazione:  "PER GRANDE ARDIMENTO, PERIZIA E SPREZZO DEL PERICOLO DIMOSTRAVA IN VARIE AZIONI ISOLATE, OLTRE LA LINEA DI FUOCO COADIUVANDO IN MODO EFFICACE IL COMPITO DEL BATTAGLIONE E RIUSCENDO DI ESEMPIO AI SUOI DIPENDENTI ( Canale Fossetta-Ca Malipero - PIAVE- 15-19 Giugno 1918). Medaglia di Bronzo al V. M.  concessagli in luogo perché: "COMANDANTE DI PLOTONE DI UNA SEZIONE MITRAGLIATRICI RIUSCÌ A SGOMBRARE DAL NEMICO GLI SBOCCHI DI UN GRANDE CENTRO ABITATO FACENDO RIPIEGARE L'AVVERSARIO NONOSTANTE I SUOI RITORNI OFFENSIVI, E SCAGLIANDOLO POI DA UNA STRETTA SEBBENE IN FORSE SUPERIORI" (Vittorio Veneto- Stretta di Serravalle - 30/10/1918.). Autorizzato a fregiarsi di un distintivo d'onore perché ferito in Guerra il 30/8/1917. Autorizzato a fregiarsi del Nastrino della Campagna Italo-Austriaca istituita il 30/8/1917 (circ. 132 G.M. 1917). Autorizzato a fregiarsi del Nastrino Interalleata della Vittoria istituita con R. D. N°198 ( Circ. 198 G. M. 1921). Autorizzato a fregiarsi del Nastrino della Medaglia a ricordo dell'Unità d'Italia (circ.174 G. M. 1922). 
Viene nominato Cavaliere di Vittorio Veneto nel 1970 con Medaglia d'oro.

### Studi e incarichi consolari
Compie gli studi universitari a Firenze dove si laurea in economia e commercio e il 21 luglio 1925, a seguito di regolare concorso, inizia la carriera diplomatica presso il Ministero degli Affari Esteri. Ha prestato servizio in varie sedi diplomatiche in Europa, America Latina ed Estremo Oriente (Cina 1934-1937). Il 30 aprile 1926 è nominato addetto consolare ed il 15 dicembre successivo è destinato al consolato di Berna dove rimane per circa un anno. Nel frattempo la sua carriera diplomatica procede e il 1º aprile 1927 è nominato vice-console di 2ª Classe e il 1º luglio dello stesso anno è nominato vice-console di 1ª Classe. Il 3 marzo 1928 è destinato al consolato italiano di Buenos Aires fino all'aprile 1930 quando Vittorio Emanuele III lo nomina console a Digione.

### Primi incarichi diplomatici
Rientrato in Italia nell'ottobre del 1932, Babuscio Rizzo presta servizio presso il Ministero degli Affari Esteri e nell'aprile del 1934 è membro della delegazione italiana alla Conferenza italo-svizzera per discutere su "questioni di stabilimento".
Il 20 dicembre 1934 è destinato all'ambasciata italiana a Pechino e vi rimane fino al 1936. In questi anni diventa console di 3ª e poi di 2ª classe. Il 1º agosto 1936 torna in servizio presso il Ministero degli Esteri a Roma a capo dell'Ufficio II della Direzione generale Affari transoceanici, incarico che ricopre fino al dicembre dello stesso anno quando viene destinato a Tirana (Albania) dove rimane per tre anni. Dal dicembre 1939 al gennaio 1943 è destinato all'Ambasciata d'Italia presso la Santa Sede in qualità di consigliere. Dal 9 febbraio al 25 luglio 1943 è Capo di Gabinetto del Ministro degli Affari Esteri e il 25 luglio 1943, a seguito della caduta del governo fascista, nell'attesa della nomina del nuovo Ministro degli Affari Esteri Raffaele Guariglia, esercita la reggenza del Ministero.
L'Armistizio di Cassibile è l'episodio della 2ª Guerra Mondiale, con il quale il 3 settembre 1943 l'Italia firmò la resa incondizionata agli Alleati. Tale fatto sancì il disimpegno dell'Italia dall'alleanza con la Germania Nazista e l'inizio della campagna d'Italia e della Resistenza per la Guerra di Liberazione italiana contro il Nazi-Fascismo. Già un anno prima dell'Armistizio di Cassibile, ossia nel settembre 1942, si erano avviati tramite Guido Gonella contatti con il Vaticano nella persona di mons. Montini e dell'Incaricato d'Affari dell'Ambasciata d'Italia presso la Santa Sede, l'Ambasciatore Francesco Babuscio Rizzo, per aprire un canale di comunicazione con gli Alleati Anglo-Americani ed in particolare con l'Ambasciatore degli Stati Uniti presso la Santa Sede Myron C. Taylor al fine di far uscire l'Italia dalla Seconda Guerra Mondiale.
Il 14 agosto 1943 dopo lunghe trattative fra Babuscio Rizzo e il Conte Calvi di Bergolo da una parte e i tedeschi dall'altra, Roma fu dichiarata unilateralmente Città Aperta (solo da parte delle autorita' italiane). L'occupazione tedesca di Roma Citta' Aperta, se da un lato risparmiò da parte tedesca il patrimonio storico e architettonico della città e tutto il patrimonio artistico dei più importanti musei del centro Italia trasferiti in Vaticano da Babuscio Rizzo con la fattiva collaborazione di mons. Montini (Papa Paolo VI°) e del direttore dei Musei Vaticani Bartolomeo Nogara, fu però durissima con la popolazione romana con deportazioni di militari italiani e di ebrei, molti caduti a via Tasso (circa 2000) molti altri fucilati a Forte Bravetta o trucidati alle Fosse Ardeatine. Le preziose opere d'arte portate in salvo in Vaticano provenivano da varie città d'arte quali Venezia (Palazzo Regio, Tesoro di San Marco con la celebre Pala d'oro), Milano, dalla Rocca di Sassocorvaro dove erano custodite importanti tele come la Flagellazione di Cristo e la Madonna di Senigallia di Piero della Francesca, La Profanazione dell'Ostia di Paolo Uccello, il San Giorgio del Mantegna, La Tempesta del Giorgione e tanti altri. Ancora opere di importanti musei come gli Uffizi di Firenze, la Galleria Borghese, Palazzo Corsini, Palazzo Spada a Roma nonché di tutti gli importantissimi Arazzi ed arredi del Palazzo del Quirinale. Questo immane lavoro di salvataggio è stato portato a termine oltre che da Francesco Babuscio Rizzo, anche da una squadra di funzionari e critici d'arte quali il Prof. Emilio Lavagnino, il prof. Marino Lazzari, il prof. Carlo Giulio Argan, il prof. Romanelli ed altri, nonostante il Governo fascista di Salò fosse contrario alla consegna ad uno Stato estero (il Vaticano) di tale ingente, preziosissimo ed inestimabile patrimonio artistico di proprietà dello Stato Italiano.
Il 9 giugno 1944 Riceve l'Attestato di Benemerenza e ringraziamento dal Comandante Civile e Militare della Città di Roma il Generale Roberto Bencivenga per aver respinto, nel settembre 1943, la richiesta tedesca di consegnare 6000 ostaggi, interessandone la Santa Sede ed in particolare il Segretario di Stato Cardinal Maglione, ed offrendosi personalmente al posto degli ostaggi. Tale lodevole iniziativa, l'Ambasciatore Babuscio Rizzo la portò di comune accordo con i Martiri Filippo de Grenet ed il Colonnello Giuseppe Cordero di Montezemolo, trucidati poi alle Fosse Ardeatine dalla ferocia nazista il 24 marzo 1944.
Il 29 ottobre 1944 Riceve Encomio e Attestato di Benemerenza del Presidente del Consiglio dei Ministri Ivanoe Bonomi e del Ministro per la Guerra Alessandro Casati per l'alto sentimento di patriottismo e per il generoso prestito fatto al Fronte Clandestino della Resistenza durante il periodo dell'occupazione nazi-fascista.
Nel mese di agosto dello stesso anno è nominato incaricato d'affari presso la Santa Sede, carica che ricoprirà fino al marzo del 1946, quando è nominato Ministro d'Italia a Dublino (23 gennaio 1946-30 settembre 1949). Il 23 giugno 1952 è nominato Ministro Plenipotenziario di 1ª classe.

### Secondo dopoguerra
Il 3 novembre 1949 è destinato a Bonn quale capo della missione diplomatica italiana ed il 20 luglio 1951 è accreditato quale primo Ambasciatore d'Italia nella Repubblica Federale tedesca dove si guadagna stima, apprezzamento ed amicizia del Cancelliere Tedesco Adenauer che lo insignisce dell'alta onorificenza di Gran Croce con Placca e Cordone dell'Ordine al Merito della Repubblica Federale Tedesca e della Gran Croce dell'Ordine al Merito della Repubblica Federale Tedesca. Resterà a Bonn fino al gennaio del 1955. Nel febbraio del 1955 è nominato ambasciatore in Argentina dove rimane fino al luglio del 1962 quando si ritira in congedo per raggiunti limiti di età. Ad aprile 1961 organizza ed ospita il viaggio del Presidente della Repubblica Italiana Giovanni Gronchi in Argentina e poi in Uruguay e Perù e in tale occasione viene emesso dall'Italia il famoso francobollo (Gronchi rosa) per commemorare il viaggio del Presidente Italiano in Sudamerica.

### Ultimi incarichi
La stima ed il rispetto guadagnati nella sua lunga e brillante carriera diplomatico-Istituzionale fanno sì che continui a ricoprire incarichi importanti: dal 1963 al 1964 è Presidente dell'Istituto per la documentazione e gli studi legislativi del ministero; è Presidente della Commissione d'esame per l'ammissione alla Carriera Diplomatica dal 1963 al 1965, Capo della Delegazione Italiana per negoziazioni culturali con il Governo del Cairo (1963), Capo della Delegazione italiana alla Conferenza italiana dei Plenipotenziari della Agenzia U.I.T. alle Nazioni Unite in materia di Telecomunicazioni (Montreux, 1965). È poi nominato Commissario Generale all'EXPO 1967 svoltasi a Montréal (Canada). Il 4 maggio 1968 il Presidente della Repubblica Giuseppe Saragat inaugura la Grande sfera dello scultore Arnaldo Pomodoro, richiesta all'artista dall'Ambasciatore Babuscio Rizzo per porla sul tetto del padiglione italiano all'Expo di Montréal. Pomodoro regalò poi a Babuscio Rizzo detta Opera che a sua volta fu donata allo Stato Italiano per porla davanti al Ministero degli Affari Esteri nel Piazzale della Farnesina. Detta sfera rappresenta gli Italiani che onorano la Patria nel mondo ed è ormai diventata il Simbolo del Ministero degli Affari Esteri.

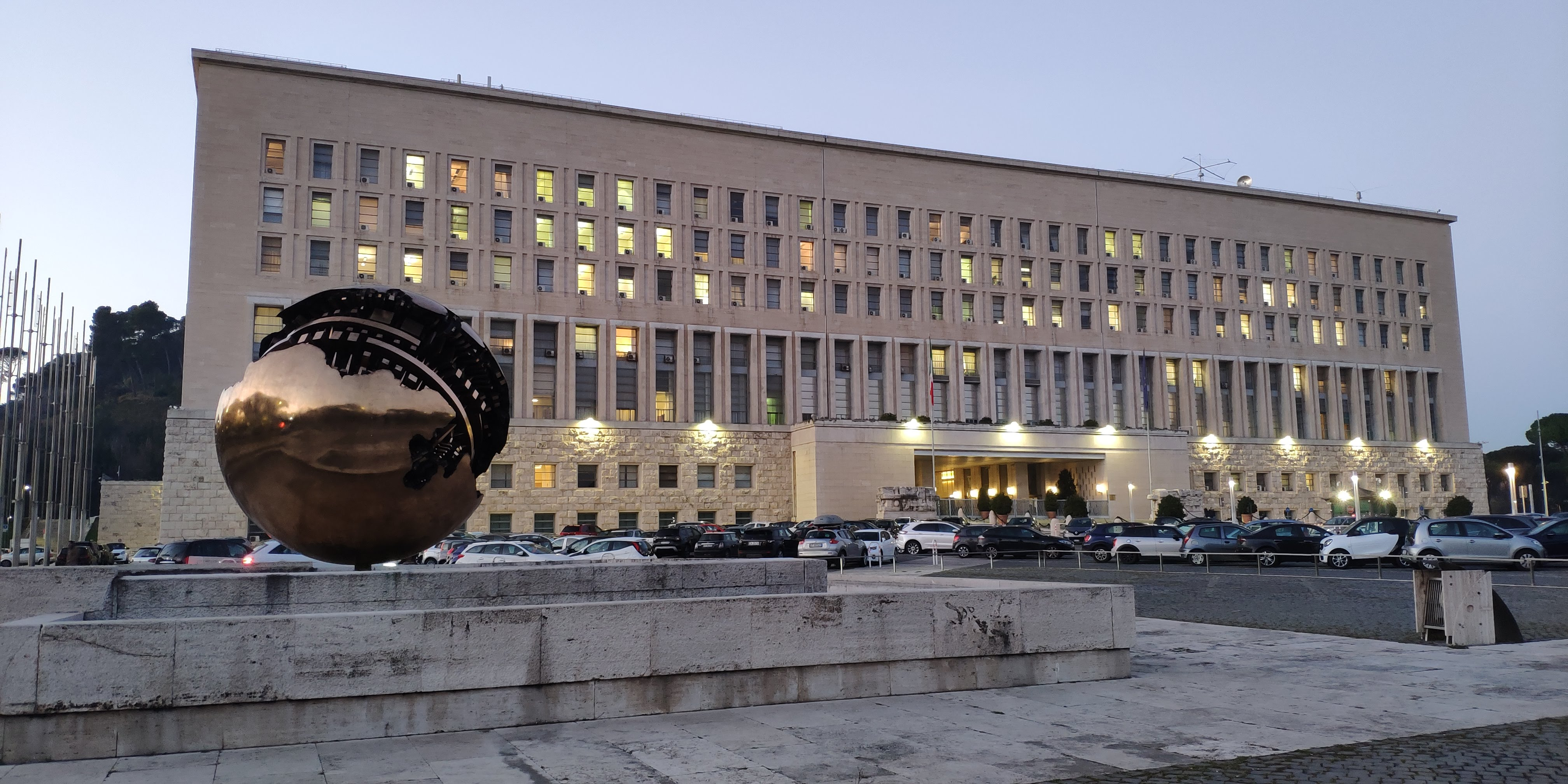
Ministero degli Affari Esteri-Piazzale della Farnesina- La Grande Sfera di Arnaldo Pomodoro dedicata agli italiani che onorano la Patria nel Mondo dono dell'Ambasciatore Babuscio Rizzo allo Stato italiano-(Roma-1968)

Fu Socio onorario dell'ISLE (Istituto di Studi Legislativi) e vice Presidente della Commissione per lo studio della riforma dei servizi diplomatici italiani ed, in tale qualità, ha curato i lavori preparatori e l'elaborazione del volume Indagine sulla Diplomazia italiana edito da Giuffrè (1964).
Nel 1969 Babuscio Rizzo è nominato membro del consiglio della fondazione del Premio internazionale della pace Giovanni XXIII.
Presidente della Commissione per gli immobili adibiti ad uso dell'Amministrazione del Ministero Affari Esteri (CIMAE) istituita con D.P.R. 5 gennaio 1967.
Il 25 maggio 1970 in Campidoglio fu insignito del Titolo di Cavaliere dell'Ordine di Vittorio Veneto con Medaglia d'Oro su Decreto del Presidente della Repubblica e consegnatagli dal Sindaco di Roma Clelio Darida con la seguente motivazione: "La Patria Le conferisce questa Onorificenza come doveroso riconoscimento del contributo che Ella, nel dolore della lotta piu' sanguinosa, in trincea, sui mari o nei cieli, ha recato per l'affermazione della Sacra intangibilità della Nazione Italiana".
Sposa la Nobildonna Ameri Bellinzaghi Locatelli Cambiaghi che morirà prematuramente nel 1957 e dalla quale non avrà figli. Ha un'unica nipote Ilda Ricasoli, figlia della sorella Ester, giornalista, sposata con Antonio de Bonis, funzionario del Ministero Affari Esteri.
È morto a Roma l'11 dicembre 1983.
L'importante Archivio personale di S.E. Babuscio Rizzo è depositato presso l'Archivio Apostolico Vaticano ed è inserito nell'Archivio personale di S.S. Papa Pio XII ed identificato come "Carte Babuscio Rizzo". Tale importante documentazione riguardante il periodo nel quale Babuscio Rizzo ha ricoperto la carica di Incaricato d'affari-Ambasciatore presso l'Ambasciata d'Italia presso la Santa Sede (1943-1946), sono state al centro del Convegno Internazionale per l'apertura ufficiale dell'Archivio inerente al Pontificato di Pio XII e svoltosi in Vaticano il 21 Febbraio 2020. A tale importante avvenimento sono intervenuti studiosi da tutto il mondo ed in particolar modo anche un folto numero di studiosi di religione ebraica. Tale studio sarà determinante nel percorso che porterà alla canonizzazione di Papa Pacelli.

## Riconoscimenti
- Il 6 Marzo 2025 è stato nominato "Giusto della Farnesina" per il suo contributo, con le autorità vaticane, al salvataggio di centinaia di vite fra esuli e perseguitati, nel periodo di occupazione nazi-fascista di Roma[2].
- Il 27 Maggio 1970 in Campidoglio fu insignito del titolo di Cavaliere di Vittorio Veneto con Medaglia d'oro con Decreto del Presidente della Repubblica e consegnatagli dal Sindaco di Roma Clelio Darida con la seguente motivazione:" La Patria Le conferisce questa Onorificenza come doveroso riconoscimento del contributo che Ella, nel dolore della lotta più sanguinosa, in trincea, sui mari e nei cieli, ha recato per l'affermazione della Sacra intangibilità della Nazione Italiana."
- Il 9 giugno 1944 riceve Attestato di benemerenza e ringraziamento dal Comandante civile e militare della Città di Roma il Generale Roberto Bencivenga per aver respinto nel settembre del 1943 la richiesta tedesca di consegnare 6000 ostaggi.
- Il 9 ottobre 1944 riceve Encomio e Attestato di Benemerenza dal Presidente del Consiglio dei Ministri Ivanoe Bonomi e dal Ministro della Guerra Alessandro Casati per l'Alto sentimento di patriottismo e per il generoso prestito fatto al Fronte Clandestino della Resistenza durante il periodo dell'occupazione nazi-fascista.